# Odón de Villars
Odón de Thoire-Villars (1354 - 1414), conocido en francés antiguo como Eudes de Villars, fue hijo de Juan de Villars e Inés de Montaigu, hermano de Humberto VI de Thoire-Villars, doncel de los condes de Saboya, caballero de la orden del Camail, señor de Montellier, Montribloud y Saint-Sorlin, conde de Ginebra, capitán general del antipapa Clemente VII, rector del condado Venasque y gobernador de Niza.

## Vida
Odón vivió en un período en el cual Europa se encontraba dominada por un conflicto que dividía a la Iglesia católica en dos facciones, según la fidelidad al papado de Aviñón o al papado de Roma, lo que es conocido como Cisma de Occidente. En 1309, el papa Clemente V trasladó la sede pontifical a Aviñón, que en aquel entonces pertenecía al Reino de Nápoles, principalmente a causa del caos reinante en Roma y la cercanía con Vienne , donde se iba a celebrar el XV Concilio Ecuménico. Lo que comenzó siendo temporal finalmente duró siete papados, hasta 1378 cuando Gregorio XI resolvió volver la sede a Roma. Vale la pena aclarar que en aquella época los Estados Pontificios, además de los territorios en la península itálica, incluían Aviñón y el condado Venasque.
Tras su muerte surgieron disputas entre los electores cardenalicios por posturas ideológicas, que llevaron a que una parte de ellos se marchara a Aviñón y nombrara a un papa independiente del que ya había sido elegido en el cónclave. De este modo, hasta 1417 los diferentes estados debieron lealtad a un papado o el otro, según su ideología o conveniencia. El cisma fue finalmente resuelto por el Concilio de Constanza, que declaró que la sede oficial era la de Roma y solo los papas elegidos allí fueron legítimos. En este ambiente, Odón de Villars permaneció fiel al «papa de Aviñón» Clemente VII.

### Primeros años
Odón siguió la vía de su padre y fue doncel del conde de Saboya, Amadeo VII, hasta al menos 1381. A este respecto, participó en sus distintas campañas militares en Lombardía, contra los Visconti. El 22 de febrero de 1372 participó en la victoria del conde sobre Galeas Visconti. Luego, a principios de ese verano, se incorporó a Otón de Brunswick asediado en Seda junto a Gaspar de Montmayeur. A la cabeza de ciento cinco lanceros, los dos capitanes saboyardos rechazaron las tropas de Galeas y Ambrogio Visconti apoderándose de algunos bastiones enemigos.
Una anécdota de esta campaña cuenta que durante el mes de febrero de 1373, Raimundo de Turena, capitán pontifical, y su tío Nicolás Roger de Beaufort se incorporaron al conde de Saboya en Vimercate con cincuenta lanceros. Su llegada causó roces entre las tropas veteranas y las recién llegadas, lo que culminó con una riña entre los propios compañeros de armas. El «Conde Verde», como era conocido Amadeo de Saboya, no lo toleró y ordenó encarcelar a los culpables, los cuales quedaron bajo su propia custodia el resto de la contienda. Salvo por un pequeño grupo, ya que el papa Gregorio XI pidió que se le enviaran a Aviñón a todos los originarios de la diócesis de Limoges. Esta es la primera mención de un encuentro entre Odón de Villars y Raimundo de Turena, que luego mantendrían una larga rivalidad.
Se cree que junto al conde de Saboya, aliado de Luis I de Anjou, participó de la campaña al Reino de Nápoles llevada a cabo tras de la muerte de la reina Juana en 1382. De ser cierto, sus acciones pasaron desapercibidas por sus contemporáneos, pues no aparece mencionado en las crónicas de la época, quizás opacado por una gran cantidad de eventos relevantes que se sucedieron en poco tiempo e involucraron a personajes de mayor renombre.

### Capitán General de los Estados Pontificios

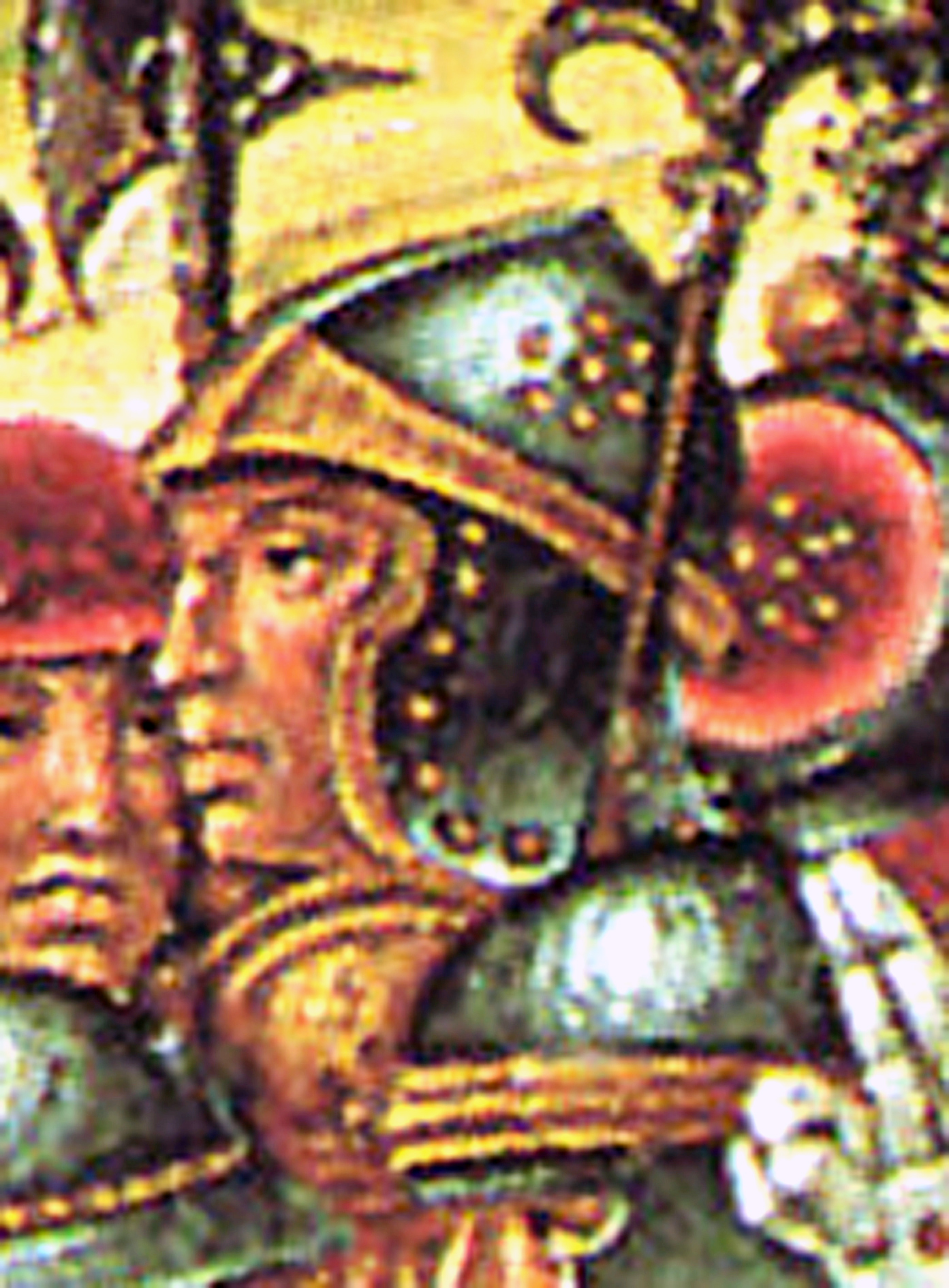
Raimundo de Turena retratado por Benvenuto di Giovanni (1436 - 1518).

Por aquellos años Raimundo de Turena, vizconde de Turena y sobrino de Gregorio XI , había sido en dos oportunidades Capitán pontifical en Italia y ostentó el cargo de Capitán de Armas del Condado Venasque. Tras los conflictos sucesorios del Reino de Nápoles, su figura surgió como la de un gran líder. Hecho que lo llevó a reclamar la titularidad de los feudos provenzales cuya herencia le correspondía de parte su tío. Títulos que la segunda casa de Anjou le negaba y que la reina Juana había concedido a Roger de Beaufort.
El papa de Aviñón defendía los intereses de dicha casa, por lo que se opuso firmemente a estas pretensiones. Pero Raimundo estaba dispuesto a tomar las armas y obligar al papa a cambiar su postura, por lo que era necesario organizar un ejército que le opusiera resistencia. Odón era primo hermano de Humberto VII de Thoire, esposo de María de Ginebra, hermana de Gregorio. Fue a causa de ello que Clemente VII lo eligió para colocarlo al frente de las tropas pontificias.
El 2 de octubre de 1386, junto a Jorge de Marle, el futuro senescal de Provenza, Odón tomó el mando del ejército provisto del título de Capitán general. Investido de la autoridad pontifical intentó tomar el feudo de Saint-Rémy-de-Provence de las manos del vizconde. Pero la campaña se frustró tras el intento fallido del sitio de Saint-Rémy. El 21 de octubre Jorge de Marle suspende las hostilidades y regresa a Aviñón con el fin de negociar la paz con la Unión de Aix, que había surgido como una asociación de ciudades autodefendidas. A causa de ello, Odón debió continuar solo, con las tropas aportadas por María de Blois. Pese al traspié inicial, el 2 de diciembre recibió 1714 florines para solventar sus tropas y así poder continuar con la campaña.

### El matrimonio con Alicia del Balzo
En 1372 muere Raimundo III señor del Balzo, dejando a sus dos hijos bajo la tutela de su abuelo materno, Guillermo Roger conde de Beaufort, quien gobierna el señorío en calidad de regente de los pequeños. La muerte prematura de Juan del Balzo tres años después, convierte a su hermana Alicia en la titular del cargo, que, al ser soltera, sigue en manos de su abuelo.
Durante el verano boreal de 1388, dadas las circunstancias ásperas que empañaban la relación de su sobrino con el papa, el conde de Beaufort decide casar a su nieta con Odón de Villars. Así, en julio de 1388 y bajo el pretexto de presentarla al Tribunal pontifical, el conde la llevó a Aviñón. Una vez en la ciudad, la condujo directamente a la residencia de su prima María, princesa de Orange y allí la hizo casar con Odón.
Tras la boda, en contra de lo esperado por Guillermo Roger de Beaufort, la rivalidad entre Odón y Raimundo se incrementó, pues este temía que Alicia, bajo intriga de su esposo, reclamara para sí los feudos de la Casa del Balzo que él esperaba heredar.

### Apelación a los reformadores reales de Languedoc

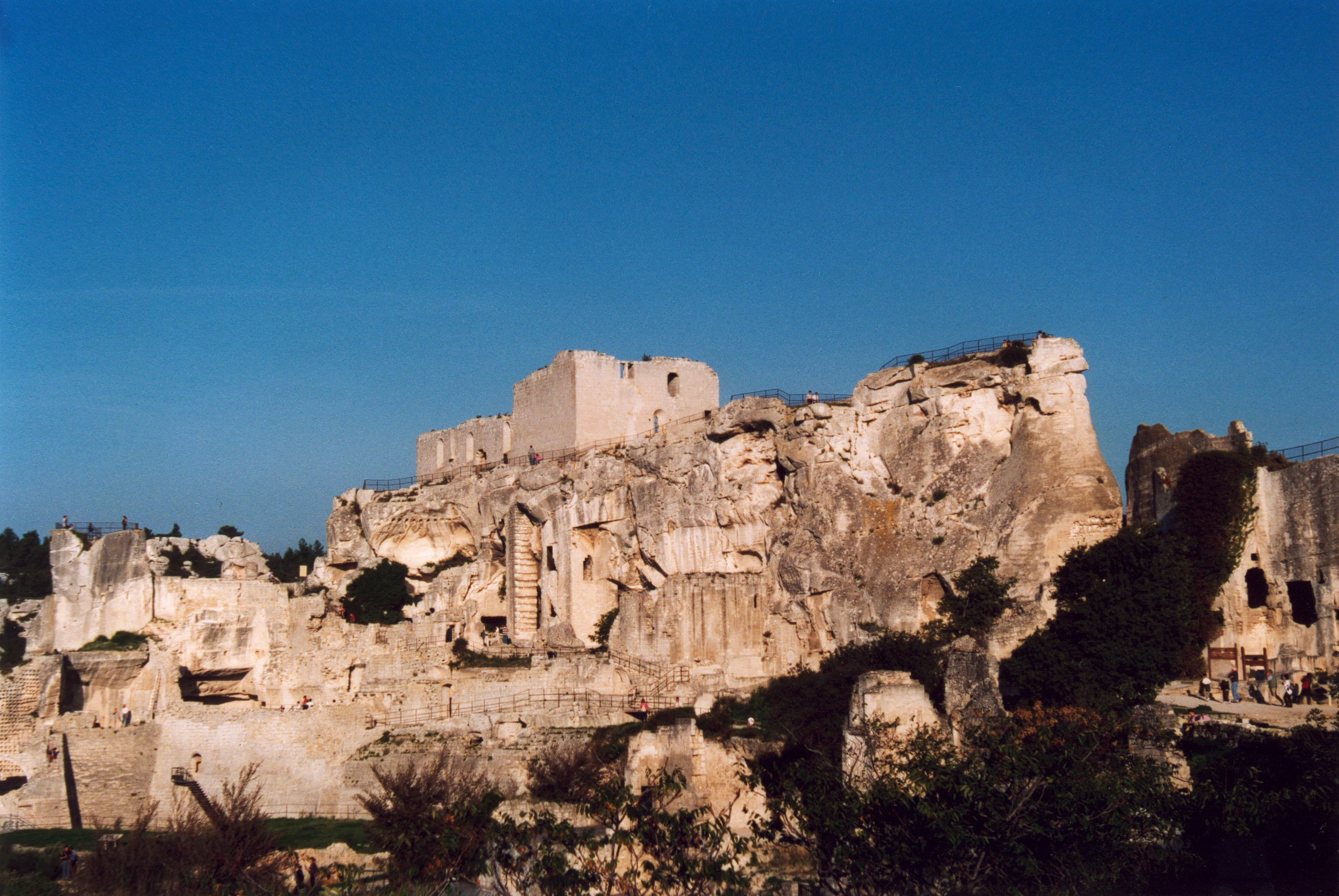
Fortaleza del Balzo, cuya posesión avivó el conflicto personal entre Odón de Villars y Raimundo de Turena.

No se equivocaba. En diciembre de 1389, los esposos presentaron una denuncia contra Roger de Beaufort frente a los reformadores reales, a causa de dichos feudos. Estos sentenciaron que los demandantes estaban en sus derechos y que se les debían devolver los territorios balcenques a su legítima heredera y su esposo. En cambio, los procuradores del vizconde propusieron que en vez del señorío del Balzo recibieran los señoríos de Puyricard, Éguilles y Séderon, propuesta que fue considerada. Pero el proceso es declarado nulo, a causa de diversas irregularidades que mancharon el juicio de los reformadores, lo que llevó a una apelación del vizconde. De allí que el proceso se detiene y el dilema queda pendiente de resolución, aun cuando el juicio haya sido ratificado por el Parlamento de París. Así Raimundo de Turena siguió ocupando la fortaleza del Balzo.
Roger de Beaufort justificaba su negativa a devolver a la casa del Balzo su propiedad basado en dos argumentos. En primer lugar reclamaba el costo de los gastos causados por la guarda y el mantenimiento de la fortaleza balcenque, y además decía querer preservar y defender los derechos de Juana del Balzo, heredera de Juan, el hijo de Raimundo del Balzo, quien murió muy joven. En una memoria conservada en los Archivos nacionales franceses (KK 1213a, folio 23) se menciona que Raimundo de Turena estimaba en 60.000 francos la suma debida para la indemnización y se consideraba como el único garante del derecho de su sobrina sobre al señorío, ya que Juan del Balzo murió sin hacer un testamento. Este último punto es una muestra de su mala fe, ya que Raimundo del Balzo dejó consignado que su hija Alicia sería la «heredera universal» en caso de muerte de su hermano.

### Rector del Condado Venasque

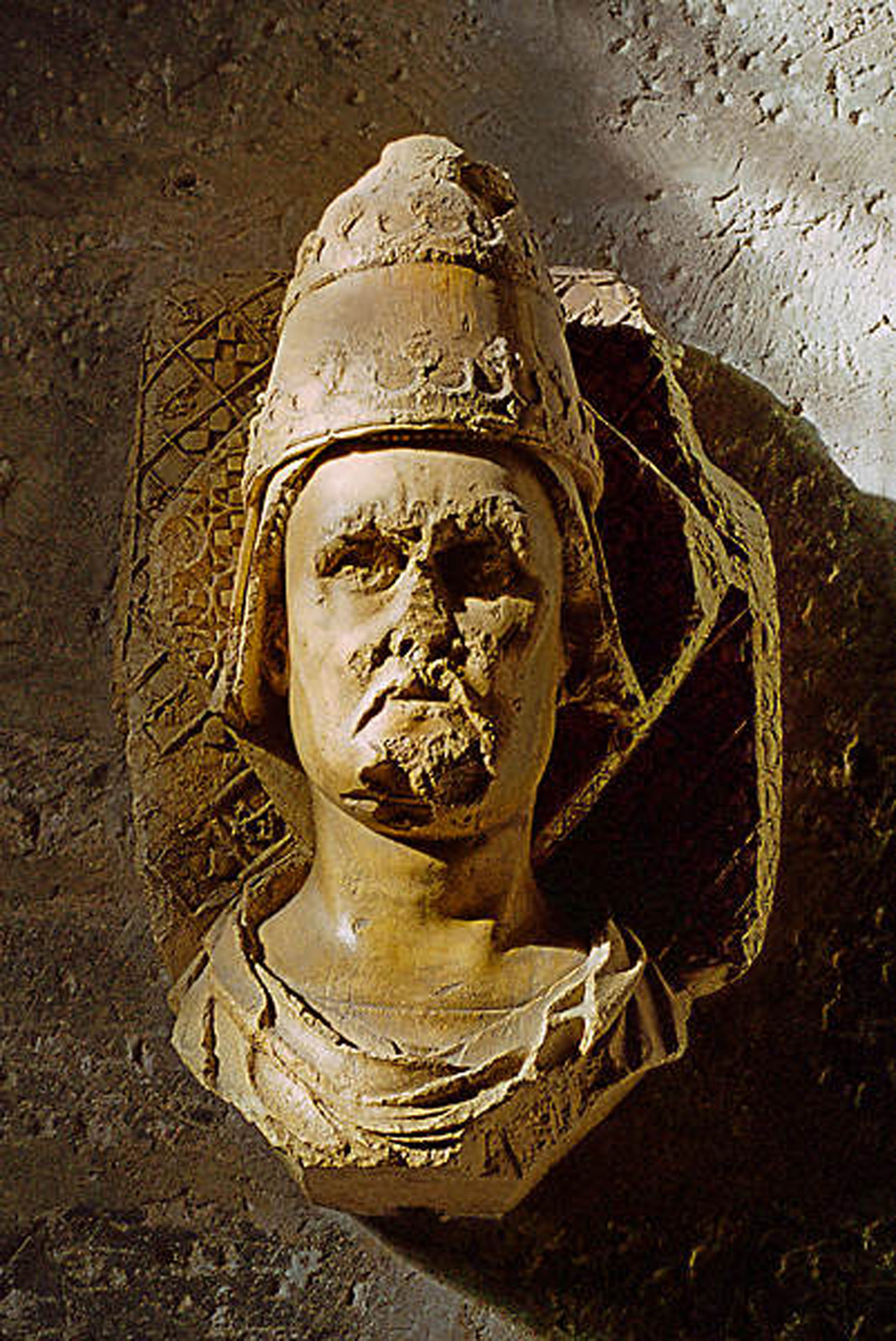
Antipapa Clemente VII.

Frente a esta situación, Clemente VII decidió proveer una ayuda a su protegido nombrándolo rector del Condado Venasque. Viniendo a suceder a Enrique de Sévery, obispo de Rodez. Junto a su esposa, el 20 de mayo de 1390 asumió el título en una ceremonia fastuosa que se llevó a cabo en Carpentras.
La alegría de la pareja fue deslustrada al poco tiempo por una muerte, la de Francisco del Balzo, tío de Alicia. Como no había tenido hijos, Alicia queda como única heredera de todos los feudos del valle de Aubagne. Pero la condesa de Provenza, María de Blois, decidió que la titularidad le correspondía a la viuda, Felipa de Vintimille. Con la ayuda de su protector, Clemente VII, Odón llevó a cabo una enérgica protesta y consiguió que se le asignaran los feudos del valle de Aubagne.
En medio de esto, la relación entre Odón de Villars y Guillermo Roger de Beaufort iba empeorando, pues este último continuaba ocupando el castillo del Balzo, los fuertes de Montpaon y Saint-Martin-de-Castillon (hoy Paradou) así como el castillo de Éguilles del que se había apoderado injustamente. Ante esta demanda, Guillermo prefirió calmar las aguas y pidió a Raimundo tratar con su sobrina. A pedido de su padre, el joven vizconde detuvo por un tiempo las armas contra el papa y se reconcilió con la pareja.

### La paz de Saint-Rémy
Finalmente, el 5 de mayo de 1392 en la ciudad de Saint-Rémy, se firmó un  tratado de paz a perpetuidad entre Raimundo de Turena y Clemente VII, representando por el nuevo rector del condado Venasque, Luis II de Poitiers-Valentinois y Juan de Poitiers, obispo de Valencia y Die. El texto firmado reviste la forma de un mandato real, por lo que se considera que fue una conciliación obligatoria instigada por el rey de Francia, Carlos VI, con el fin de dar por finalizado el conflicto que ponía a parte de sus súbditos en contra del papa a quién protegía.
Odón de Villars fue integrado al tratado por un pedido especial de Raimundo de Turena. Con respecto al pleito que mantenían en el Parlamento, el documento establece un salvoconducto real de un año antes de poder continuar con ellos. En cuanto al papa, él se comprometía a no intervenir de nuevo militarmente en contra Guillermo Roger de Beaufort y su sobrino. Este último debía recibir más de la Iglesia un rescate de 20.000 florines. A la espera de su pago, el rector, en nombre del papa, prometió que su tío Raimundo recibiría las rentas de la abadía de Montemayor, de Pertús y Pélissanne, y los del priorato de San Pedro de Saint-Rémy, dependiente de la capilla de Notre-Dame en Aviñón.

### Rompimiento del Tratado
Protegido por el tratado, a principios de septiembre de 1392, el vizconde de Turena obtiene del papa y Odón el permiso de cruzar el Condado Venasque junto con cien lanceros. Pero el conflicto estaba lejos de resolverse. La tregua finalmente se rompió, aprovechando la estratégica posición de las tropas del vizconde en las tierras que sus enemigos controlaban, debido a un ataque inesperado del rector, con la bendición de Clemente VII, a la región que Raimundo había dejado desprotegida.
Con la ayuda de Fúlicas de Pontevès; señor de Buoux, Lauris, Oraison y Cadenet; Odón atacó Montpaon y Castillon, que según el acta de Saint-Rèmy se encontraban bajo la protección de María de Blois. Durante el primer día fueron tomados ciento veinte prisioneros de guerra y causados daños materiales que Raimundo de Turena estimó en 90.000 francos. Entre las regiones devastadas se encuentran Pertús, Meyrargues, Pélissanne, Las Penas y Grambois. Desgraciadamente, los documentos presentados en el Parlamento por Roger de Beaufort donde denuncia estos hechos se perdieron en un incendio. Cuando Raimundo, que se encontraba en Languedoc, se enteró de los atropellos de Odón, presentó entre seis y ocho quejas formales a los Reformadores Reales con el fin de denunciar el rompimiento unilateral del tratado de paz.
Frente a la nula respuesta, Raimundo depositó inmediatamente las cartas de marca correspondientes ante María de Blois que era garante del Tratado. Aquello le daba potestad para vengar una afrenta si que se rompía una tregua. Para poder desplegar una flota se usaban las cartas de curso, de igual nivel jerárquico que las anteriormente mencionadas. Para ello envió al caballero Pablo de Triboulet a Angers, quien se entrevistó con la condesa de Provenza y obtuvo el derecho de cruzar el condado para contraatacar.
En marzo de 1393, Pablo de Triboulet se encontraba ya de regreso en el campamento de Raimundo presto a tomar la ofensiva. A causa de dicha entrevista, la condesa comenzó a responsabilizar al papa y sus caballeros de fomentar el conflicto, por lo que se decidió a restarles apoyo. Para la fecha de Pascua de ese año, la condesa se encontraba de regreso por el Provenza lista para retomar el control de la situación, en ese entonces dudaba de cuál debía ser la política a adoptar y su reacción se hizo esperar. Mientras Raimundo inició la contraofensiva haciendo jurar a sus tropas que no regresarían hasta haber acabado con el invasor.

### Deposición de las armas

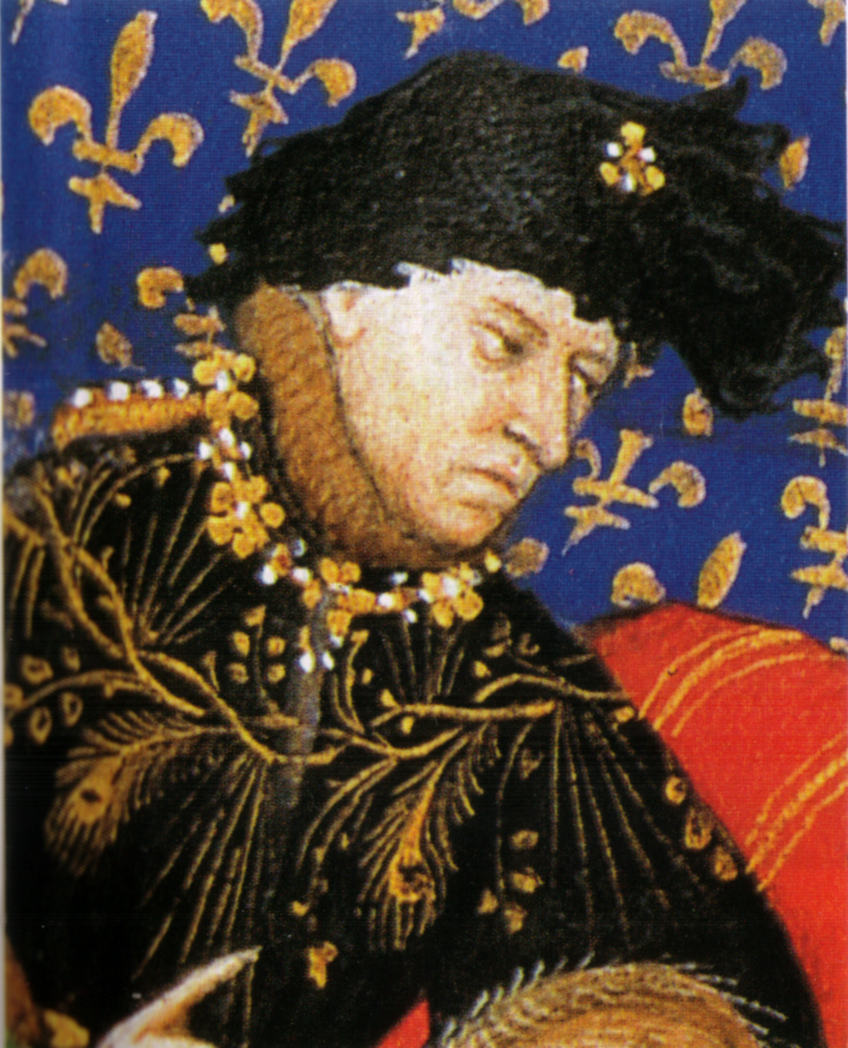
Rey Carlos VI de Francia, principal mediador entre Odón de Villars y Raimundo de Turena.

Ante la vigorosa respuesta del vizconde, muchos optaron por una paz negociada. El 14 de enero de 1393, Raimundo recibió en el castillo del Balzo una comitiva arlesiana informándole que el Consejo de Ville estaba en condiciones de recuperar los territorios capturados por Odón a cambio de la suma de 25.000 florines, en conceptos de gastos de mantenimiento de su compañía. Por su parte, los duques de Berry y Borgoña se comprometieron a convencer a Odón de Villars a ceder sus derechos sobre el señorío del Balzo a cambio de la suma de 20.000 florines. Así, en nombre del rey Carlos VI de Francia, los duques se comprometieron a hacer que Odón devolviera a Roger de Beaufort las regiones de Séderon, Anduze, Alès, Saint-Étienne-Vallée-Française y Bouzols, feudos asignados a Odón por los reformadores de Languedoc.
Fue en este marco que el 25 de junio de 1393 el rey envió a dos comitivas a negociar, con el vizconde de Turena y Clemente VII. Se les encargó que confirmaran con el vizconde los términos y procedimientos previos requeridos para un posterior acuerdo con Odón de Villars. Este último debía convocarse en Francia en el Consejo Real. Como consecuencia de este planteamiento real, el 5 de octubre, la Révérende Chambre Apostolique envió a Nimes a su clérigo con una misión muy precisa con respecto al conflicto jurídico que oponía a Odón y Raimundo. Así se ponía el punto final al conflicto armado, aunque el conflicto aun estaba lejos de solucionarse.

### Gobernador de Niza y conde de Génova
Luego de finalizado su conflicto personal con Raimundo de Turena, Odón juzgó que era tiempo de dejar Aviñón y el Condado Venasque, cuyo clima era bastante asfixiante. Para ello pasó nuevamente al servicio de Amadeo VIII de Saboya y asumió en gobierno de Niza, cargo que ostentaría entre 1396 y 1399. Pero su estancia no sería sencilla, debió oponerse de manera violenta a la familia Grimaldi, lo que le valió su caída en desgracia.
Una vez perdida la gobernación, Clemente VII decidió ayudar a su antiguo colaborador legándole el condado de Ginebra, que había heredado de su hermano Pedro, en 1392. Odón tomó posesión del condado el 23 de septiembre de 1400, a raíz de la muerte de su hermano, Humberto. Para reivindicarse cedió sus derechos, el 5 de agosto de 1401 a Amadeo VIII de Saboya a cambio de 45.000 florines. El antipapa, Félix V, le confiaría la gobernación de Niza entre 1405 y 1411.

### La recuperación de los feudos balcenques

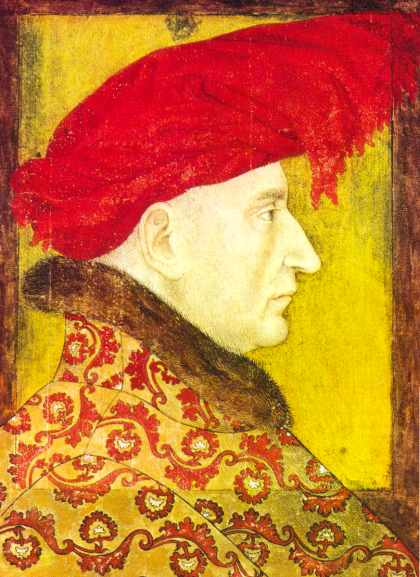
Luis II de Nápoles conde de Provenza, principal artífice de que Odón reuperara la titularidad de los feudos de su esposa.

Tras aquella mala experiencia, Odón dejó Niza el 8 de octubre de 1399. Pero Luis II de Nápoles no se olvidaría de él y lo recompensaría otorgándole la titularidad, en nombre de su esposa, de Les Baux-de-Provence, Montpaon, Saint-Martin-de-Castillon, Mouriès, Éguilles y Séderon. Se sabe que también se le asignaron los feudos del Valle de Aubagne, puesto que el 14 de diciembre de 1399, en un acto pasado por su fiscal Bernardo de Lambesc, señor de los castillos de Roquefort y Grosella, se puso de manifiesto que el castillo de Roquefort-la-Bédoule se encontraba bajo su dominio.
Pero estos feudos sólo permanecieron poco en su poder, pues el 4 de abril de 1402 en Brantes al pie del Mont Ventoux, Odón de Villars cedió a su sobrino Felipe de Lévis las regiones de Brantes, Plaisians y sus dependencias; los señoríos de Saint-Marcel, Roquefort y Castellet; Grosella y Port-Miou, dependientes del señorío de Aubagne; así como Fare-les-Oliviers y Éguilles. Como contrapartida éste debía servirle de fianza frente a Raimundo de Turena en virtud de un acuerdo firmado entre el vizconde, él y su esposa. En caso de incumplimiento por parte del matrimonio, éstos deberían pagar 50.000 florines. Como debió separarse de muchos feudos, en compensación adquirió en 1404 el señorío de Le Thor, donde pasaría el resto de su vida.

### Últimos años
Los últimos años de Odón fueron tumultuosos. En agosto de 1406, Odón presentó nuevamente una querella en el Parlamento en contra del vizconde de Turena. Este pleito duraría dos años, confirmando una vez más que Odón era el legítimo propietario del Castillo del Balzo y sus tierras. Raimundo no se presentó ante el parlamento excusándose mediante una carta, pero abandonó el castillo y se mudó a su residencia en Angers. En 1408 Raimundo visitó al antipapa Benedicto XIII de Aviñón, que residía en Porto Venere, con intenciones de levantar su excomunión, aprovechando la oportunidad para denunciar actos del protegido del papa, Odón de Villars. Entre ellas su prepotencia y su rechazo a brindar los honores correspondientes a su santidad, hecho que él mismo podía comprobar. Con estos actos, ambos nobles solo consiguieron debilitar aún más su ya decaída imagen.
Finalmente, a medidos de ese mismo año, la esposa de Odón solicitó ante el papa de Aviñón el anulamiento de su matrimonio para contraer segundas nupcias con Conrado de Friburgo, conde de Neuchâtel. Hecho que le fue concedido, perdendo Odón todo derecho sobre las tierras de la familia del Balzo. La última hazaña de Odón fue presentarse en 1411 en el Condado Venasque con el fin de defender al papa de sus enemigos. Esa expedición tuvo doble impacto; por un lado en abril de ese año capturaría en la región de Caromb a dos líderes enemigos, Guillermo de la Tour e Isabel de Buccen; y por otro encontraría la muerte en 1414. Raimundo de Turena había fallecido el 4 de abril de 1413. Alicia mantendría la titularidad del señorío del Balzo hasta su muerte, acaecida en 1426. Tras lo cual las tierras y el título quedarían en manos de Luis III de Nápoles, en virtud de conde de Provenza.
| Predecesor: Enrique de Sévery      | Rector del Condado Venasque 20 de mayo de 1390 - 5 de mayo de 1392 | Sucesor: Poncio de Langeac     |
| Predecesor: Humberto VII de Thoire | Conde de Génova 23 de septiembre de 1400 - 5 de agosto de 1401     | Sucesor: Amadeo VIII de Saboya |